# Neopleurotomoides
Neopleurotomoides là một chi ốc biển, là động vật thân mềm chân bụng sống ở biển trong họ Conidae.

## Các loài
Các loài thuộc chi Neopleurotomoides bao gồm:
- Neopleurotomoides callembryon (Dautzenberg & Fischer, 1896)[2]
- Neopleurotomoides distincta Bouchet & Waren, 1980[3]
- Neopleurotomoides distinctus Bouchet & Warén, 1980[4]
- Neopleurotomoides rufoapicata (Schepman, 1913)[5]